# Vaux d'Amognes
Vaux d'Amognes é uma comuna francesa na região administrativa da Borgonha-Franco-Condado, no departamento de Nièvre. Estende-se por uma área de 37.84 km². Em 2010 a comuna tinha 550 habitantes (densidade: 14,5 hab./km²).
Foi criada em 1 de janeiro de 2017, a partir da fusão das antigas comunas de Ourouër (sede da comuna) e Balleray.